# Alexandre Rodrigues (ator)
Alexandre Rodrigues (Rio de Janeiro, 21 de maio de 1983) é um ator brasileiro. Fez sucesso atuando como Buscapé no filme Cidade de Deus.

## Carreira

### Na televisão
| Ano  | Título                          | Personagem                        | Notas                           |
| ---- | ------------------------------- | --------------------------------- | ------------------------------- |
| 2024 | Cidade de Deus: A Luta Não Para | Buscapé / Wilson                  | [ 1 ]                           |
| 2024 | Justiça 2                       | Diógenes Juarez Junior (Diuzinho) | [ 2 ]                           |
| 2022 | Pico da Neblina                 | Padre Clemente                    | Episódio: "Nem Tudo São Flores" |
| 2021 | Aruanas                         | Jociel                            |                                 |
| 2017 | O Outro Lado do Paraíso         | Cleodovaldo (Valdo)               |                                 |
| 2015 | Totalmente Demais               | Garoto de rua (Amigo de Jonatas)  |                                 |
| 2013 | Joia Rara                       | Josué                             |                                 |
| 2012 | Amor Eterno Amor                | Seth                              |                                 |
| 2010 | Escrito nas Estrelas            | Seth                              |                                 |
| 2009 | Paraíso                         | Tóbi                              |                                 |
| 2008 | Tiempo Final                    | Julian                            |                                 |
| 2008 | Alice                           | Júnior                            | Episódio: "À Flor da Pele"      |
| 2007 | Antônia                         | Wellington                        |                                 |
| 2006 | Sinhá Moça                      | Bentinho                          |                                 |
| 2004 | Cabocla                         | Zaqueu                            |                                 |
| 2003 | Cidade dos Homens               | Alex                              |                                 |
| 2000 | Brava Gente                     | Vapor                             | Episódio: "Palace II"           |

### No cinema
| Ano  | Título                           | Personagem   | Notas          |
| ---- | -------------------------------- | ------------ | -------------- |
| 2024 | Onde há Vida há Esperança        | Francisco    |                |
| 2022 | Abestalhados 2                   | Alexandre    |                |
| 2021 | Christabel                       | Noivo        | [ 3 ]          |
| 2018 | E.A.S.: Esquadrão Antissequestro | Beto         |                |
| 2013 | Anita & Garibaldi                | Jacinto      | [ 4 ]          |
| 2007 | Proibido Proibir                 | Leon         |                |
| 2006 | Memórias da Chibata              | João Cândido | Curta-metragem |
| 2005 | Cafundó                          | Natalino     |                |
| 2003 | Bala Perdida                     | Assaltante   | Curta-metragem |
| 2002 | Cidade de Deus                   | Buscapé      |                |

## Prêmios e indicações
| Ano  | Premiação                                | Categoria                             | Indicação                       | Resultado |
| ---- | ---------------------------------------- | ------------------------------------- | ------------------------------- | --------- |
| 2024 | Prêmio F5                                | Melhor Atuação em Série ou Minissérie | Cidade de Deus: A Luta Não Para | Indicado  |
| 2024 | Prêmio Potências                         | Ator do Ano                           | Cidade de Deus: A Luta Não Para | Indicado  |
| 2025 | Prêmio Platino de Cinema Ibero-Americano | Melhor Ator de Série                  | Cidade de Deus: A Luta Não Para | Indicado  |
| 2025 | SEC Awards                               | Melhor Ator em Série Nacional         | Cidade de Deus: A Luta Não Para | Pendente  |